# Rachel Cohen-Kagan
Rachel Cohen-Kagan (en hébreu : רחל כהן-כגן), née le 7 février 1888 à Odessa et morte le 5 octobre 1982, est une femme politique israélienne.

## Biographie
Rachel Lubersky est née à Odessa, alors dans l'Empire russe. Elle étudie à l'université de Moscou. Elle émigre en Palestine en 1919, réside à Haïfa et devient membre de l'Organisation internationale des femmes sionistes (WIZO). 
En 1948, elle est présente parmi les signataires de la déclaration d'indépendance de l'État d'Israël, avec Golda Meir. Elle est élue députée de la 1re Knesset en 1949. Elle perd son siège aux élections de 1951.
Elle rejoint le Parti libéral et retrouve un siège de députée en 1961, qu'elle conserve jusqu'en 1965.